# Семик
Семи́к (Русалчин Велик день, Троица умерших) — восточнославянский праздник весенне-летнего календарного периода; отмечается на седьмой четверг после Пасхи, за три дня до Троицы. Отличительной чертой Семика было поминовение «заложных» покойников, предшествующий поминовению предков в троицкую субботу (см. Троица, Задушницы). К Семику уже в XVII веке было приурочено погребение погибших, казнённых либо умерших от голода и болезней, в скудельницах, или убогих домах. В православном календаре Семик как день поминовения усопших отсутствует.

## Другие названия
Велик четверг, Великоденный четверг[страница не указана 3255 дней], Тюльпа, Кисилёв день, бел. Сёмуха, Русалчин Велик день (новг.), Мавский Велик день (новг.), Троица умерших (южно-рус., полес.), Навская Троица (южно-рус., полес.), Рипей (азов.), «Сухий четвер» (полес.).

## Обряды и поверья
Семик честной, Семик ладужный, 

Послал за винцом, на нем семь одеж,

Все шелковые, полушелковые,

Семику да Семичихе — яичко!

Семик баню продает,

Семичиха не дает;

Стряпала, стряпала

В тесто ложки прятала!
В некоторых местностях России считали, что ячмень надо сеять именно в этот день. Аграрные обряды — обходы полей, гуляние и трапезы девушек и молодых женщин на поле, величание ржи, "вождение колоска", качание молодёжи на качелях, проведение круговых игр с мотивами сеяния, роста, созревания мака, льна, проса — были направлены на стимуляцию роста посевов. Белорусы считали, что примета Семика в поле — цветение жита (бел. Прыкмета Сёмухі ў полі — красаванне жыта).
Девушки и молодые жёны, не имеющие детей, устраивали в Семик обряд кумления, направленный на получение ими продуцирующей силы, необходимой для деторождения.
Отличительной чертой Семика являлось поминовение «заложных» покойников, то есть погибших не своей смертью («кто не изжил своего века»). Сведения о разнообразных формах их поминовения в Семик имеются из большинства северо-восточных, центрально- и западнорусских областей; на юге России Семик известен мало. День нередко был посвящён поминовению утопленников. На северо-востоке России (Вятский край) считалось, что Семик установлен именно в память об утопленниках; в этот день на кладбище устраивали поминки, переходящие в буйство. На Смоленщине в Переплавную среду и в Семик действовали запреты, связанные с водой: нельзя было ни мыть, ни стирать, ни полоскать, иначе в семье кто-нибудь утонет: «мыть ничова нельзя — заливцы [утопленники] получаюца». В Семик служили панихиду по тем, кто не получил отпевания при погребении.
Поминки проводились обычно в четверг Семицкой недели, в некоторых местах — во вторник («Задушные поминки»). Считалось, что души заложных покойников возвращаются в мир живых и продолжают своё существование на земле в качестве мифологических существ. Их запрещалось отпевать в церкви, и поминались они отдельно. По народным представлениям, умерших плохой смертью не принимает земля, поэтому они остаются неупокоенными и могут досаждать живым, зачастую находятся в услужении у нечистой силы, а иногда вообще обладают демоническими свойствами. Поминать заложных покойников разрешалось только в Семик, поэтому этот день считался «отрадой» для их душ. В городской традиции до конца XVIII века в Семик хоронили скопившихся за зиму в «скудельницах» заложных покойников, которых запрещали хоронить в другое время. Поминки в Семик проводились дома, на кладбищах, в часовнях, на местах сражений и массовых захоронений. Обязательной была поминальная трапеза с обрядовой пищей (блины, пироги, кисель и т. д.) и пивом (позже — вином и водкой). Поминовение нередко принимало разгульный характер, сопровождалось весёлыми гуляниями и даже кулачными боями. Таким образом, поминовению заложных покойников уделялось очень большое внимание. Связано это с тем, что они, при отсутствии должного почтения, вполне могли наслать засуху или неурожай, тревожить своими посещениями или открыто вредить людям.
Помимо русских, Семик отмечался и другими православными народами Русской равнины. Обычай посещать кладбище и поминать умерших в этот день отмечен также у коми-пермяков. Поминали чаще всего рыбным пирогом (чери нянь), пекли и другие пироги, например, шаньги из крупы (шыгдöса пирöг).